# HMS Fort York (J119)
Le HMS Fort York (pennant number J119)  est un dragueur de mines de la Classe Bangor lancé pour la Royal Navy (RN) et qui a servi pendant la Seconde Guerre mondiale.

## Conception
Le Fort York est commandé dans le cadre du programme de la classe Bangor de 1940-41 le 28 novembre 1940 pour le chantier naval de Dufferin Shipbuilding Company à Toronto dans la province d'Ontario au Canada. La pose de la quille est effectuée le 26 février 1941, le Fort York est lancé le 24 août 1941 et mis en service le 27 février 1942.
La classe Bangor doit initialement être un modèle réduit de dragueur de mines de la classe Halcyon au service de la Royal Navy,. La propulsion de ces navires est assurée par 3 types de motorisation: moteur diesel, moteur à vapeur à pistons double ou triple expansions et turbine à vapeur. Cependant, en raison de la difficulté à se procurer des moteurs diesel, la version diesel a été réalisée en petit nombre.
Les dragueurs de mines de classe Bangor version anglaise à moteur alternatif à vapeur déplacent 684 tonnes en charge normale. Afin de pouvoir loger les chaufferies, ce navire possède des dimensions plus grandes que les premières versions à moteur diesel avec une longueur totale de 58 mètres LHT, une largeur de 8,69 mètres et un tirant d'eau de 3,2 mètres. Ce navire est propulsé par 2 moteurs alternatifs verticaux à triple expansions alimentés par 2 chaudières à tubes d'eau à 3 tambours Admiralty et entraînant deux arbres d'hélices. Les moteurs développent une puissance de 2 400 chevaux-vapeur (1 790 kW) et atteignent une vitesse maximale de 16 nœuds (30 km/h). Le dragueur de mines peut transporter un maximum de 163 tonnes de fioul qui lui donne un rayon d'action de 2 800 milles nautiques (5 200 kilomètres) à 10 nœuds (19 km/h).
Leur manque de taille donne aux navires de cette classe de faibles capacités de manœuvre en mer, qui seraient même pires que celles des corvettes de la classe Flower. Les versions à moteur diesel sont considérées comme ayant de moins bonnes caractéristiques de maniabilité que les variantes à moteur alternatif à faible vitesse. Leur faible tirant d'eau les rend instables et leurs coques courtes ont tendance à enfourner la proue lorsqu'ils sont utilisés en mer de face.
Les navires de la classe Bangor sont également considérés comme exiguës pour les membres d'équipage, entassant plus de 60 officiers et matelots dans un navire initialement prévu pour un total de 40 hommes.
Les Bangors équipés de moteur à vapeur à pistons double ou triple expansions sont armés d'un canon anti-aérien QF de 12 livres (7,62 cm) et d'un canon AA QF de 2 livres (4 cm) ou d'un quadruple affût pour la mitrailleuse Vickers .50. Sur certains navires, le canon de 2 livres est remplacé par un canon AA Oerlikon de 20 mm simple ou double, tandis que la plupart des navires sont équipés de quatre affûts Oerlikon simples supplémentaires au cours de la guerre. Pour les missions d'escortes, leur équipement de dragage de mines peuvent être échangé contre une quarantaine de grenades sous-marines.

## Histoire

### Seconde Guerre mondiale
Le 5 mai 1943, le Fort York participe à des exercices de lutte anti-sous-marine au large de Lough Foyle sous la conduite du sous-marin britannique de classe U HMS Upstart (P65), avec son sister-ship HMS Qualicum (J138), les corvettes HMS Azalea (K25) et HMS Mignonette (K38), le sloop HMS Fleetwood (L47).
Le 1er février 1944, le Fort York participe à des exercices de lutte anti-sous-marine au large de Tobermory sous la conduite du sous-marin hollandais de classe O 9 HrMs O 10 (P10), avec les dragueurs de mines HMS Recruit (J298) et HMS Fancy (J308), et le chalutier armé HMS Steepholm (T356).
Le 6 février 1944, le Fort York participe à des exercices de lutte anti-sous-marine au large de Tobermory sous la conduite du sous-marin britannique de classe U HMS Varangian (P61), avec la frégate HMS Taff (K637).

### Après-guerre
Le Fort York est vendu au Portugal le 26 septembre 1950 comme NRP Comandante Almeida Carvalho (A527) (NRP pour Navio da República Portuguesa ou Navire de la République du Portugal), puis en 1964 il est renommé NRP Cacheu (F470).

### Participation auxconvois
Le Fort York a navigué avec les convois suivants au cours de sa carrière:
1. Convoi FTC 81
2. Convoi KMS 10G
3. Convoi KMS 12G
4. Convoi KMS 14
5. Convoi KMS 14G
6. Convoi KX 8
7. Convoi MKS 5X
8. Convoi MKS 9
9. Convoi MKS 11
10. Convoi MKS 13G
11. Convoi ON 90
12. Convoi OS/KMS 47KM
13. Convoi SL/MKS 129 MK
14. Convoi UGS 8

### Commandement
- Lieutenant (Lt.) Douglas Wharrie Main (RCNR) du 17 novembre 1941 au ?
- Commander (Cdr.) Joseph John Youngs (RNR) du 14 juillet 1942 au 4 février 1943
- Lieutenant Commander (Lt.Cdr.) Colin Henry Corbet-Singleton (RN) du 4 février 1943 au 28 juillet 1943
- Commander (Cdr.) John Pollington Apps (RN) (en retraite) du 28 juillet 1943 à mi/fin 1943
- Lieutenant Commander (Lt.Cdr.)  Ivor Calvert-Jones (RNVR) de mi/fin 1943 au 15 novembre 1943
- Lieutenant Commander (Lt.Cdr.) Frederick Hodgson (RN) du 15 novembre 1943 au 8 décembre 1943
- T/Lieutenant (T/Lt.) Edward Warren De la Mare (RNR) du 8 décembre 1943 au 3 mai 1945
- T/A/Lieutenant Commander (T/A/Lt.Cdr.) Leslie Hammond (RNR) du 3 mai 1945 à décembre 1946

Notes:
RN: Royal Navy
RNR: Royal Naval Reserve
RNVR: Royal Naval Volunteer Reserve
RCNR: Royal Canadian Naval Reserve